# 1958 في فرنسا
فيما يلي قوائم الأحداث التي وقعت خلال عام 1958 في فرنسا.

## سياسة

### تعيين في المنصب
- 9 ديسمبر – مارسيل داسو نائب فرنسي.
- 13 مايو – فيليكس هوفويت-بواني وزير دولة  [لغات أخرى]‏.
- 1 يونيو – شارل ديغول وزير الدفاع الوطني الفرنسي ‏.
- 9 ديسمبر – آرثر ريتشاردز نائب فرنسي.
- 9 ديسمبر – جان ماري لوبان نائب فرنسي.
- 9 ديسمبر – جورج بونيت نائب فرنسي.
- 9 ديسمبر – جورج بيكر نائب فرنسي.
- 9 ديسمبر – روبير شومان نائب فرنسي.
- 9 ديسمبر – فرد مور نائب فرنسي.
- 9 ديسمبر – كريستيان بونيت نائب فرنسي.
- 9 ديسمبر – مارسيل داسو نائب فرنسي.
- 9 ديسمبر – هوبير ماغا نائب فرنسي.

### انتهاء فترة المنصب
- 1 يناير – مارسيل داسو عضو مجلس الشيوخ في الجمهورية الرابعة.
- 1 يناير – مارسيل داسو عضو مجلس الشيوخ في الجمهورية الرابعة.
- 5 ديسمبر – روبير شومان نائب فرنسي.
- 8 ديسمبر – أحمد سيكو توري نائب فرنسي.
- 8 ديسمبر – إدوار دلادييه نائب فرنسي، رئيس بلدية [الإنجليزية]‏.
- 8 ديسمبر – جورج بونيت نائب فرنسي.
- 8 ديسمبر – فرنسوا ميتران نائب فرنسي.
- 8 ديسمبر – كريستيان بونيت نائب فرنسي.
- 8 ديسمبر – هوبير ماغا نائب فرنسي.

## رياضة
- 1 يناير – بطولة العالم لسباق الدراجات على الطريق 1958
- 1 يناير – بطولة العالم للدراجات على المضمار 1958
- 1 يناير – سباق باريس روبيه 1958
- 6 يوليو – جائزة فرنسا الكبرى 1958 الفائز مايك هاوثورن.

## ظهور
- 1 يناير – أرخبيل غولاغ كتاب من تأليف ألكسندر سولجنيتسين.

## أفلام
من الأفلام التي صدرت هذه السنة في فرنسا:
- 7 مايو – كن جميلا ولكن اصمت من إخراج Marc Allégret [الإنجليزية]‏.
- 10 مايو – عمي من إخراج جاك تاتي.
- 17 أكتوبر – حول العالم في 80 يوما من إخراج مايكل أندرسون (مخرج أفلام)، جون فارو.

## كتب
من الكتب التي صدرت هذه السنة في فرنسا:
- 1 يناير – السؤال من تأليف هنري علاق.

## مواليد

### يناير
- 18 يناير – بيرنارد جينغيني لاعب كرة قدم فرنسي.
- 19 يناير – تيري تيسو لاعب كرة قدم فرنسي.
- 23 يناير – ايريك ميتييه

### فبراير
- 20 فبراير – فيليكس لاكويستا لاعب كرة قدم فرنسي.

### مارس
- 7 مارس – ريتشارد كارامانليس ملاكم فرنسي.
- 8 مارس – فريدة بلغول
- 9 مارس – جان كلود بغت دراج فرنسي.
- 19 مارس – ريجيس سيمون درّاج طريق فرنسي.

### أبريل
- 4 أبريل – برنار كامبان
- 9 أبريل – فرانسوا بريسون لاعب كرة قدم.
- 30 أبريل – تشارلز بيرلنج ممثل فرنسي.

### مايو
- 11 مايو – بريس أورتوفو سياسي فرنسي.
- 26 مايو – غويوم بيبي

### يونيو
- 29 يونيو – باسكال بواسون درّاج طريق فرنسي.

### يوليو
- 5 يوليو – فيرونيكا غيران لاعبة كرة قدم أيرلندية.
- 13 يوليو – كريم جودي سياسي جزائري.
- 30 يوليو – أوليفيي بوافر دارفور

### أغسطس
- 3 أغسطس – لامبرت ويلسون ممثل فرنسي.
- 18 أغسطس – ديديه أوريول سائق رالي فرنسي.
- 20 أغسطس – كريستوف ديسبويلونز لاعب كرة قدم.
- 31 أغسطس – إريك زمور كاتب فرنسي.

### أكتوبر
- 1 أكتوبر – جان-كريستوف توفينيل لاعب كرة قدم فرنسي.
- 2 أكتوبر – ألان صورال عالم اجتماع فرنسي.
- 2 أكتوبر – ديديه سيناك
- 24 أكتوبر – ألاين كوريول لاعب كرة قدم فرنسي.
- 31 أكتوبر – جيني لونغو درّاجة طريق فرنسية.

### نوفمبر
- 4 نوفمبر – دومينيك فوانيه سياسية فرنسية.
- 12 نوفمبر – جيلبرت ملكي ممثل فرنسي.
- 17 نوفمبر – جان لوي تورنادري متسابق دراجات نارية فرنسي.
- 22 نوفمبر – نيكولا رييس
- 30 نوفمبر – ميشيل بيبار لاعب كرة قدم فرنسي.

### ديسمبر
- 19 ديسمبر – كلود مورو دراج فرنسي.

## وفيات

### فبراير
- 13 فبراير – جورج رووه (مواليد 1871) رسام فرنسي.

### مارس
- 17 مارس – رينيه ديسو (مواليد 1868)
- 28 مايو – فريدريك فرانسوا مارسال (مواليد 1874) سياسي فرنسي.

### أبريل
- 18 أبريل – لويز أميرة أورليان (مواليد 1882)
- 18 أبريل – موريس غاملان (مواليد 1872) عسكري فرنسي.

### مايو
- 4 مايو – بول برنارد (مواليد 1898) ممثل فرنسي.
- 28 مايو – فريدريك فرانسوا مارسال (مواليد 1874) سياسي فرنسي.

### يونيو
- 1 يونيو – راوول كودرون (مواليد 1883) لاعب كرة قدم فرنسي.
- 11 يونيو – غاستون بارو (مواليد 1883) لاعب كرة قدم فرنسي.

### يوليو
- 17 يوليو – هنري فارمان (مواليد 1874)

### أغسطس
- 6 أغسطس – موريس جيرموت (مواليد 1882) لاعب كرة مضرب فرنسي.
- 14 أغسطس – فردريك جوليو-كوري (مواليد 1900)
- 22 أغسطس – روجه مارتين دو غار (مواليد 1881) كاتب فرنسي.

### سبتمبر
- 20 سبتمبر – ايفون ارنو (مواليد 1890)

### أكتوبر
- 2 أكتوبر – هنري بيريه (مواليد 1873) عالم نبات فرنسي.
- 28 أكتوبر – هنري بيرو (مواليد 1885) كاتب فرنسي.

### نوفمبر
- 11 نوفمبر – أندريه بازين (مواليد 1918)